# Myslivna (Złatna)
Myslivna habsburského lesního úřadu je historická dřevěná stavba z 19. století v obci Złatnia, v gmině Ujsoły, okres Źywiec, Slezské vojvodství.
Myslivna je v seznamu kulturních památek Polska pod číslem A 544/87 z 12. prosince 1987 a je součástí Stezky dřevěné architektury ve Slezském vojvodství.

## Historie
V 1838 prodal Adam Wielopolski žywiecké panství Albrechtu Fridrichovi (1817–1895), který je začlenil do Těšínské komory. V druhé polovině 19. století k využití lesního bohatství byly Habsburky osídlovány Polské Beskydy novými kolonisty. K řízení lesního hospodářství byli z Čech, Moravy a Rakouska dosazeni lesníci, pro které byly stavěny lesovny, myslivny a hájenky. V obci Złatna, která se nachází v Beskidu Żywieckém, byla postavena jedna z nejzajímavějších staveb tzv. Starý dvůr, myslivna habsburského lesního úřadu podle plánu architekta Karla Pietschka (1818–1891), dvorního architekta arciknížat. Architektura budovy navazuje na styl švýcarské vily. Původně myslivna sloužila Lesnímu úřadu Żywieckého panství, v současné době slouží jako myslivna.

## Architektura
Projekt myslivny byl architektem Pietschkou už v roce 1853, realizován byl v roce 1876. Myslivnu tvoří tři objekty: vlastní budova myslivny, hospodářská budova a stodola. Myslivna je dřevěná jednopatrová budova roubené konstrukce z modřínového dřeva položená na kamenné podezdívce. Sedlová střecha přesahuje a kryje zároveň širokou otevřenou podsíň kolem celé budovy. Instalovaná okna mají různé výřezy a vnitřní části, mimo jiné jsou obdélníkové s ozdobnými šambránami. Na týlové štítové straně jsou okna obdélníková zakončena nad okenním obloukem ve tvaru oslího hřbetu. Ve frontové straně je umístěn vchod k němuž vedou schody. Nad vchodem je ozdobný štít s balkonem. Dům je zdoben vyřezávanými motivy podle vzorů alpských regionů.
Vchodové dveře jsou dvoukřídlé s nadsvětlíkem a vedou do chodby. Uvnitř se nacházejí vchody do kanceláří a obývacího pokoje, ze kterého se vchází do dalších dvou pokojů. Na konci chodby se nachází hospodářská část oddělená dveřmi.

## Okolí
V blízkosti myslivny roste pět lip, které mají sto padesát až dvě stě let a jsou pamětními stromy. Naproti myslivny stojí hájovna z roku 1890, která sloužila jako obytný dům hajným, kteří sloužili v habsburských lesích. Vedle hájovny se nachází kříž, který pochází z poloviny 19. století (kolem roku 1853). Od myslivny začíná turistická stezka Skleněnou cestou (Szklanym szlakiem).